# Gustavo do Vale Rocha
Gustavo do Vale Rocha (Belo Horizonte, 23 de enero de 1973) es un jurista, abogado y profesor brasileño, que se desempeñó como Ministro de Derechos Humanos de Brasil en el gobierno de Michel Temer. Ha integrado el Consejo Nacional del Ministerio Público e integrante de la Comisión de Ética Pública de la Presidencia de la República.

## Biografía
Es graduado en derecho por el Centro Universitario de Brasilia (UniCEUB). Es especialista en derecho económico por la Fundación Getúlio Vargas y tiene un posgrado de la Escuela de la Magistratura del Distrito Federal y una maestría en políticas públicas del Centro Universitario de Brasilia. Ejerce la abogacía desde 1997.
En el inicio de su carrera, fue funcionario del Banco do Brasil, entre 1987 y 1998. Desde 1999, es profesor universitario. Es coordinador adjunto del Curso de Derecho del Centro Universitario de Brasilia, donde también forma parte del consejo universitario y del consejo de enseñanza e investigación.
Fue abogado del Movimiento Democrático Brasileño (MDB) y del expresidente de la Cámara de Diputados Eduardo Cunha (MDB-RJ), preso en el marco de la Operación Lava Jato.
Se ha desempeñado como asesor jurídico de Michel Temer, cuando era vicepresidente, y del Palacio del Planalto. En septiembre de 2017, Temer le asignó la subsecretaría de asuntos jurídicos y normativos del Ministerio de la Casa Civil de la Presidencia de la República, con algunas funciones superpuestas a la Abogacía General de la Unión. También se ha desempeñado como presidente del Centro de Estudios Jurídicos de la Presidencia.
En febrero de 2018 se hizo cargo de forma interina del Ministerio de Derechos Humanos de Brasil, en reemplazo de Luislinda Valois. Fue confirmado en el cargo el 10 de abril del mismo año, ejerciendo en simultáneo con sus funciones en la Casa Civil. En 2019 asumirá al frente de la Secretaría de Justicia del Distrito Federal.